# Valencia (Bohol)
Valencia es un municipio de la provincia de Bohol en Filipinas. Según el censo del 2007, tiene 28,043 habitantes. La localidad es una de las donde se encuentran las Colinas de Chocolate.

## Barangayes
Valencia se divide administrativamente en 35 barangayes.
| - Adlawan - Anas - Anonang - Anoyon - Balingasao - Botong - Buyog - Canduao Occidental - Canduao Oriental - Canlusong - Canmanico - Cansibao | - Catug-an - Cutcutan - Danao - Genoveva - Ginopolan - La Victoria - Lantang - Limocon - Loctob - Magsaysay - Marawis - Maubo | - Nailo - Omjon - Pangi-an - Población Occidental (Sawang) - Población Oriental (Sur) - Simang - Taug - Tausion - Taytay - Ticum - Banderahan (Upper Ginopolan) |

- Datos: Q406046
- Multimedia: Valencia, Bohol / Q406046

1. ↑  Worldpostalcodes.org, código postal n.º 6306.